# Eugeniusz Goliński
Eugeniusz Goliński (ur. 1929 w Urzędowie, zm. 5 kwietnia 2020 w Komarowie) – ksiądz rzymskokatolicki, kanonik katedralny, prałat honorowy.
Otrzymał święcenia kapłańskie 21 czerwca 1953 i został wikariuszem w kolegiacie (do 1961), następnie rektor kościoła pw. św. Michała Archanioła w Zamościu, a w momencie powstania przy nim parafii pełnił funkcję proboszcza (1979 – 1996). Położył wielkie zasługi w rozbudowę i urządzenie wnętrz świątyni. Zainicjował również budowę Centrum Pastoralnego położonego przy ul. Podchorążych w Zamościu. W 1996 został ojcem duchownym seminarium diecezji zamojsko-lubaczowskiej. Od roku 1998 Honorowy Obywatel Zamościa.